# Gunnar Peter
Gunnar Peter (* 1979) ist ein deutscher Footballfunktionär und ehemaliger -spieler.

## Laufbahn
Peter spielte von 1998 bis 2009 als Wide Receiver für die Kiel Baltic Hurricanes. Er hatte einst den Sprung vom Kieler Nachwuchsbereich in die Herrenmannschaft geschafft. 2001 wurde er mit der deutschen Nationalmannschaft Europameister. Bei der Weltmeisterschaft 2003 erreichte er mit der Auswahl den dritten Platz und war im deutschen Aufgebot der einzige Spieler, der zum damaligen Zeitpunkt einem Regionalligisten angehörte. 2006 stieg Peter mit den Kielern in die höchste deutsche Spielklasse, die GFL, auf, 2008 und 2009 wurde er mit der Mannschaft deutscher Vizemeister.
Bereits während seiner Spielerlaufbahn war Peter Mitarbeiter der Betreibergesellschaft der Kieler Mannschaft. Er trat im Anschluss an das Ende des Spieljahres 2009 vom Leistungssport zurück und war Mitgründer der Kieler Football Vermarktungs GmbH & Co. KG, die die Führung des Spielbetriebs von der bisherigen Vermarktungsgesellschaft übernahm und deren Geschäftsführer Peter wurde. Er lotste Cheftrainer Patrick Esume nach Kiel, unter dessen Leitung die Mannschaft 2010 erstmals deutscher Meister wurde. Im Oktober 2018 musste Peter einen Insolvenzantrag für die Kieler Football Vermarktungs GmbH & Co. KG stellen, woraufhin der Bundesliga-Spielbetrieb wieder dem Hauptverein ASC Kiel unterstellt wurde. Als erster Vorsitzender des ASC war Peter auch nach diesem Schritt für die Führung der Mannschaft zuständig.